# Ermesinda Gatónez
Ermesinda Gatónez  (también llamada Ermesenda o Hermesenda) (s. IX-s. X), fue una noble gallega, pariente de la familia real. Era hija de Gatón del Bierzo, conde en Astorga —quien pudo ser prima hermana del rey Alfonso III de Asturias ya que su padre fue o  hijo del rey Ramiro I o su cuñado como hermano de la reina Nuña.— y de Egilona, también llamada Egilo, cuyos orígenes familiares se desconocen.

## Familia
Se casó con Hermenegildo Gutiérrez, fue conde de Oporto y reconquistador de Coímbra en 878. Sus hijos fueron:
- Arias Menéndez,[1][6] IV conde de Coímbra, casado con Ermesenda Gundesíndez.[6]
- Elvira Menéndez,[1][6] reina por su matrimonio en 900 con el futuro rey de Galicia y de León Ordoño II.
- Gutierre Menéndez,[1] conde, casado con la condesa Ilduara Ériz (hija del conde Ero Fernández y la condesa Adosinda de Monterroso).[6] Fueron padres de varios hijos, entre ellos, san Rosendo y el conde Munio Gutiérrez.[7]
- Enderquina Menéndez casada con Gundesindo Eriz.[1][6]
- Aldonza Menéndez —o Ildonza— casada con Gutierre Osóriz,[1][6] conde en Lorenzana, padres de, entre otros, la reina Adosinda Gutiérrez, esposa del rey Ramiro II de León y del conde Osorio Gutiérrez, llamado el conde santo, fundador del  monasterio de Lorenzana.[1]
- Patruina Menéndez[6]
- Gudilona Menéndez, esposa de Lucídio Vimaranes, hijo del conde Vimara Pérez y Trudildi.[7][b]